# Pseudanthias flavicauda
Pseudanthias flavicauda es una especie de peces de la familia Serranidae en el orden de los Perciformes.

## Morfología
• Los machos pueden llegar alcanzar los 6,6 cm de longitud total y las hembras 5,6.
- Número de  vértebras: 26.[1][2]

## Hábitat
Es un pez  de mar de clima tropical y asociado a los  arrecifes de coral que vive entre 30-61 m de profundidad.

## Distribución geográfica
Se encuentra en Fiyi y Tonga.